# Temporada 1945-1946 del Liceu
A la temporada 1945-1946 debuta Victòria dels Àngels al Liceu portada pel gran empresari Joan Mestres Calvet, que la va descobrir i li va donar el paper important de la Comtessa a Les noces de Fígaro.
| Temporada 1945-1946 del Liceu |                         |                     |                     | |           |                               |
| Òpera                         | Compositor              | Director musical    | Director d'escena   | Papers principals | Producció | Dates                         |
| Madama Butterfly              | Giacomo Puccini         | Antoni Capdevila    | August Gonzalo      | Mercè Capsir, Angela Rossini, Mercedes Oviedo/Teresa Wald, Pau Civil, Antoni Cabanes, Fernando Linares, Vicente Riaza, Lázaro Eurazquin                                                     |           |                               |
| Aida                          | Giuseppe Verdi          | Josep Sabater       |                     | Raimon Torres, Fidela Campiña, Antonio Vela, Lluis Corbella, Lidia Ibarrondo, Oscar Pol, Linares                                                                                            |           | 18 de desembre                |
| Borís Godunov                 | Modest Mússorgski       | Napoleone Annovazzi | Nicolas Moysenko    | Raimon Torres, Fidela Campiña, Pau Civil, Lluis Corbella, Georges Pozemkowsky, Lolita Torrentó, Ángeles Rossini, Anotni Cabanes, Oscar Pol                                                  |           | 19 de gener                   |
| Un ballo in maschera          | Giuseppe Verdi          | Josep Sabater       | August Gonzalo      | Pau Civil, Carlos Guichandut, Fidela Campiña, Lidia Ibarrondo, Lolita Torrentó, Vicente Riaza, Lluís Corbella, Òscar Pol, Fernando Linares, Lázaro Erauzquin                                |           | 24, 27 gener                  |
| Les noces de Fígaro           | Wolfgang Amadeus Mozart | Napoleone Annovazzi | Napoleone Annovazzi | Raimon Torres, Rosy de Valenzuela, Ángel Anglada, Victòria dels Àngels, Lidia Ibarrondo, Ángeles Rossini, Vicente Riaza, Pere Castells, Fernando Linares, Lolita Torrentó, Lázaro Erauzquin |           | 29 de gener al 9 de febrer    |
| Rigoletto                     | Giuseppe Verdi          | Josep Sabater       | August Gonzalo      | Carmen Gracia, Carlos Guichandut, Antonio Vela, Angela Rossini, Lluís Corbella |           | 31 de gener, 3 i 12 de febrer |
| Werther                       | Jules Massenet          | Josep Sabater       | Augusto Gonzalo     | Guilherme Kjölner, Ángel Anglada, Vicente Riaza, Fernando Linares, Lázaro Erauzquin, Sr. Dotti, Lidia Ibarrondo                                                                             |           | 26 de febrer i 3 de març      |
| El barber de Sevilla          | Gioachino Rossini       | Antoni Capdevila    | Joan Sangenís       | Guilherme Kjölner, Vicente Riaza, Carmen Gracia, Carlos Guichandut, Lluís Corbella, Fernando Linares, Teresa Wald, Fernando Linares                                                         |           |                               |